# 小蠔灣站
小蠔灣站（規劃時曾稱）是港鐵東涌綫一個興建中的車站，位於香港離島區大濠灣以北，鄰近港鐵小蠔灣車廠。為了配合原有路軌路段，因此此站將會設為地面車站。

## 落實興建
2021年6月11日，小蠔灣站增設車站方案刊憲。項目於2023年動工，預計2030年建成及啟用。
2022年9月23日，政府與港鐵公司簽訂的小蠔灣站項目協議，港鐵公司以「擁有權」模式推展項目，負責該鐵路站的財務、設計、建造、營運和維修。
2022年港鐵對上蓋物業住宅項目進行公開招標，但結果流標。
2023年12月6日，港鐵批出小蠔灣站及相關建造工程合約，由中國建築工程（香港）有限公司承建 。

## 車站佈局
根據圖則，小蠔灣站將建於港鐵小濠灣車廠西南，現有東涌綫及機場快綫共用的地面路軌之上。小蠔灣站的月台佈局將與東涌綫增設的南昌站和欣澳站相似，於現有路軌兩旁增設兩條新路軌及兩個側式月台供東涌綫使用，原共用路軌則作為機場快綫的通過綫。車站月台層設於地面，大堂則設於月台及小蠔灣車廠之上，出口設於大堂層、小濠灣車廠之上，並設有平台層。
| 平台              | | |   |  |
| 大堂              | 出口 | 出口 |   |  |
| 月台              | \| 側式 · 開左邊车门 \| \| \| \| \| \| \| \| 東涌綫往香港（欣澳） \| 2 \| \| \| \| \| 機場快綫往香港路軌（不停此站） \| \| \| \| \| \| 機場快綫往機場及博覽館路軌（不停此站） \| \| \| \| \| 1 \| 東涌綫往東涌西（東涌東） \| \| \| \| 側式 · 開左邊车门 \| \| \| \| \| | \| 側式 · 開左邊车门 \| \| \| \| \| \| \| \| 東涌綫往香港（欣澳） \| 2 \| \| \| \| \| 機場快綫往香港路軌（不停此站） \| \| \| \| \| \| 機場快綫往機場及博覽館路軌（不停此站） \| \| \| \| \| 1 \| 東涌綫往東涌西（東涌東） \| \| \| \| 側式 · 開左邊车门 \| \| \| \| \| |   |  |
| 側式 · 開左邊车门 | | |   |  |
|                   | | 東涌綫往香港（欣澳） | 2 |  |
|                   | | 機場快綫往香港路軌（不停此站） |   |  |
|                   | | 機場快綫往機場及博覽館路軌（不停此站） |   |  |
|                   | 1 | 東涌綫往東涌西（東涌東） |   |  |
| 側式 · 開左邊车门 | | |   |  |

## 車站興建圖集

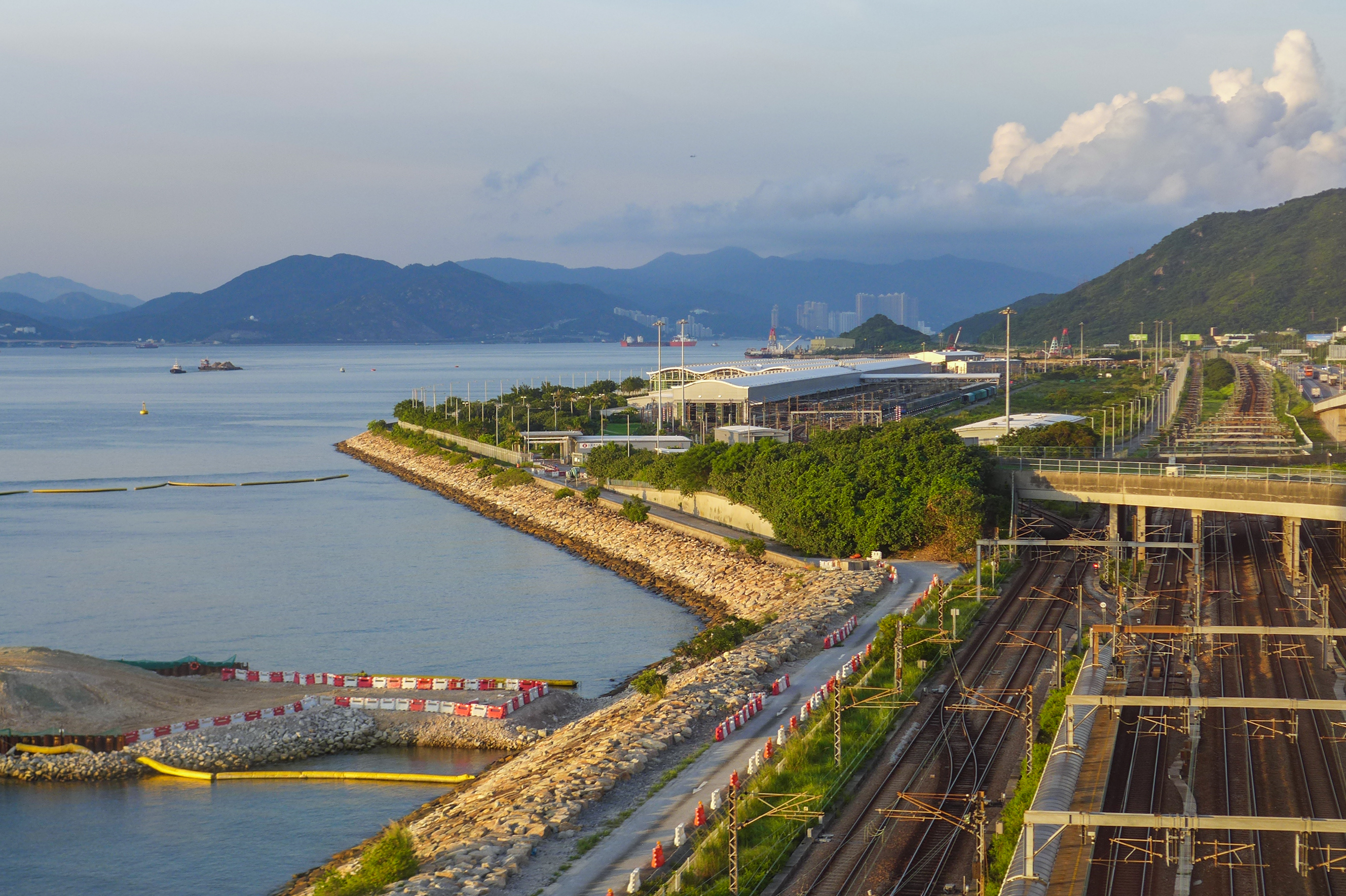
動工前車站選址（圖右，2019年7月）
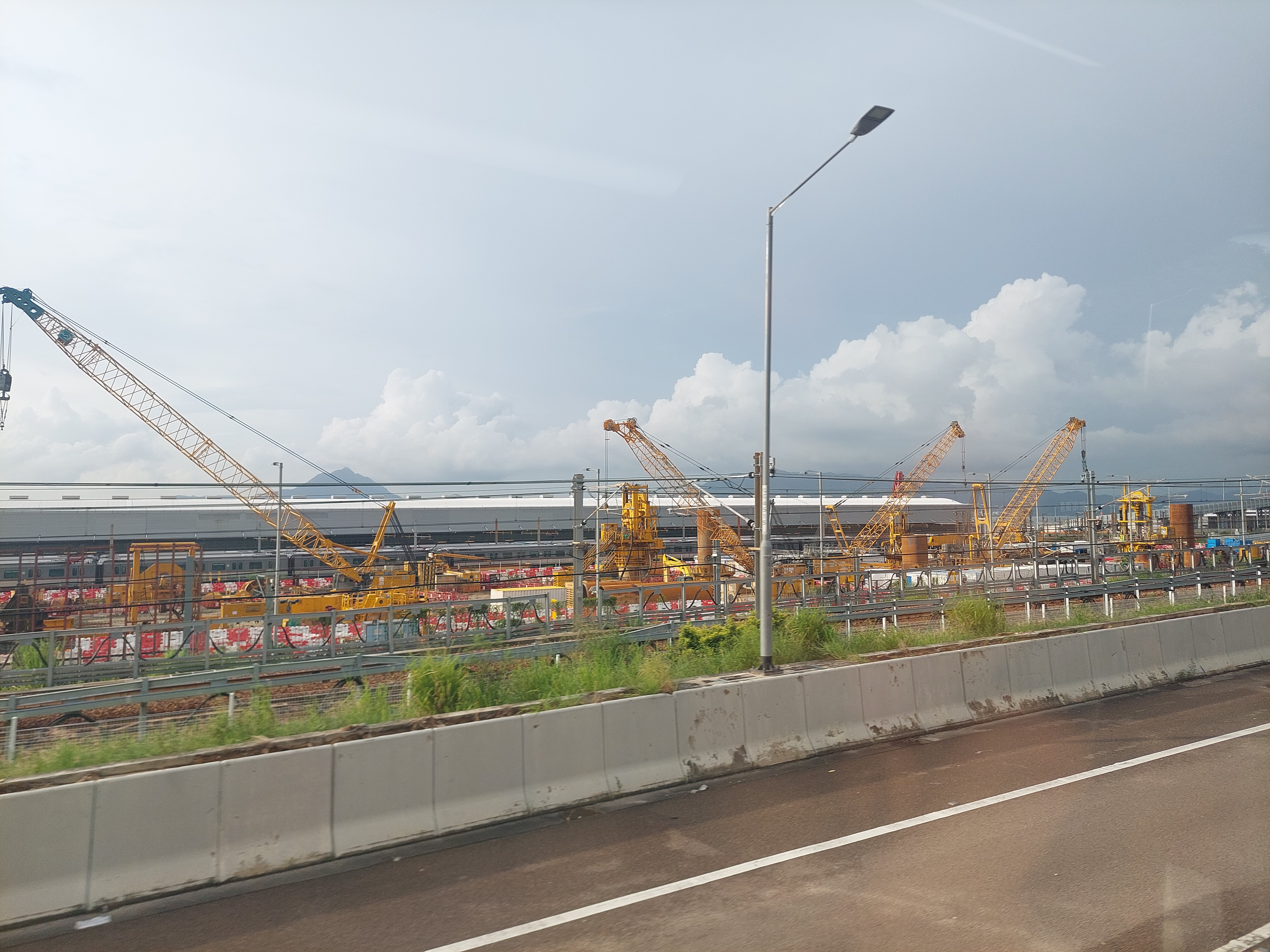
地基工程進行中（2024年9月）
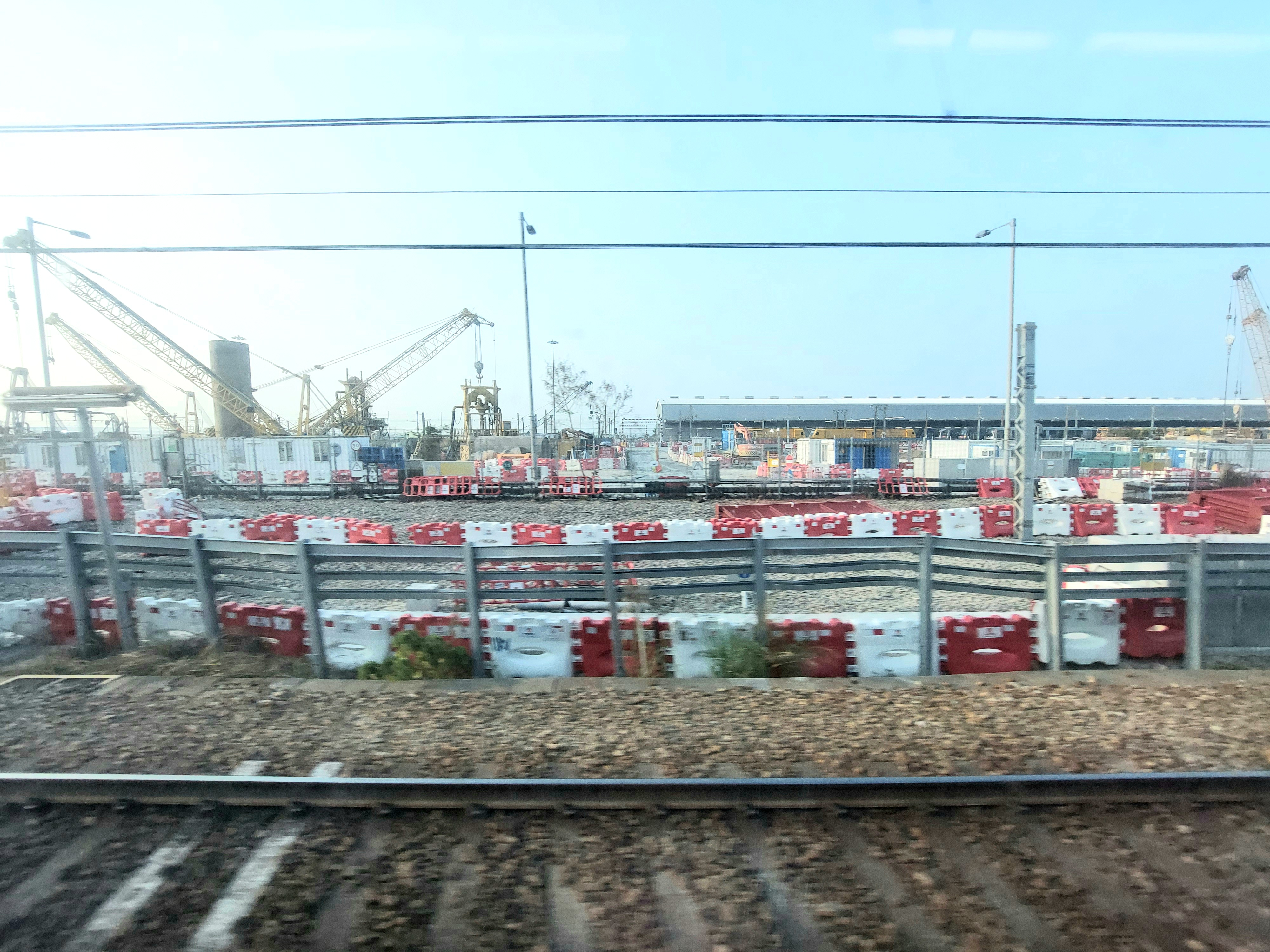
地基工程進行中（2024年12月）